# 1933 en Lorraine
Chronologie de la Lorraine
- 1929
- 1930
- 1931
- 1932
- 1933
- 1934
- 1935
- 1936
- 1937

Cette page est une liste d'événements qui se sont produits durant l'année 1933 en Lorraine.

## Éléments de contexte
- De 1929 à 1934 est édifiée la ligne Maginot destinée à protéger la frontière de la France d'une attaque allemande[1].

## Événements

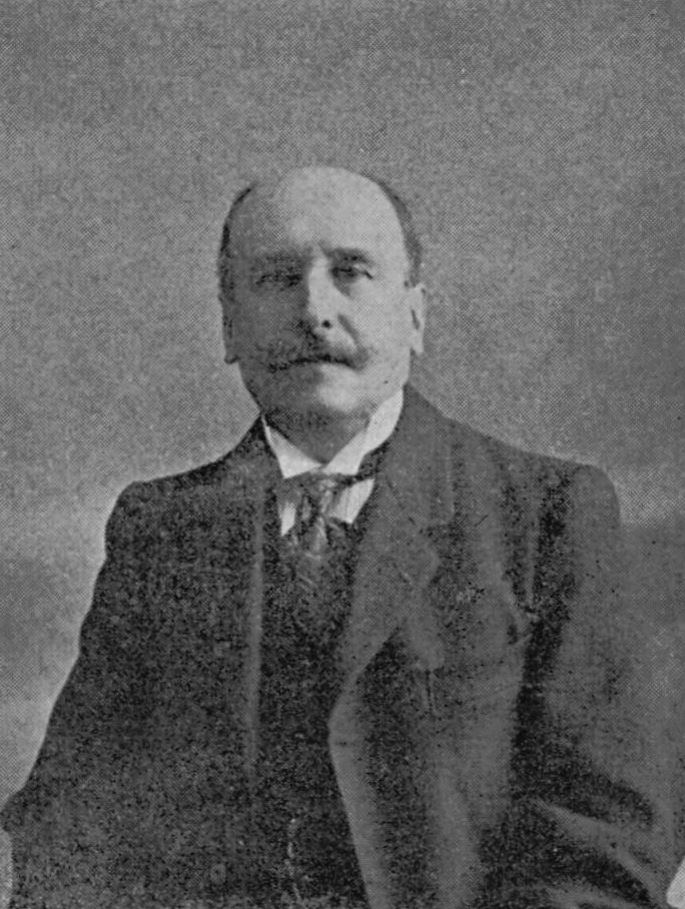
Henri Michaut

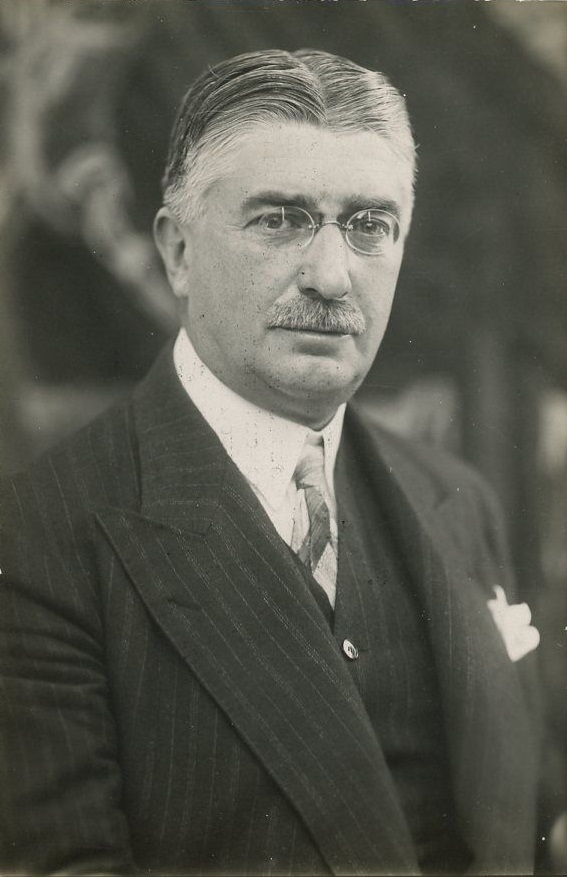
Paul Elbel.

- Création des "Rapides de Lorraine" par la fusion des "Rapides bleus" et "Transports Citroën"[2].
- Achèvement de la construction de l'hôtel Foch à Nancy (près de la gare), premier immeuble entièrement en béton armé de Lorraine[3].
- Création de la Coopérative Agricole Lorraine (CAL) par des producteurs de blé sous la conduite de Charles Lamy et Georges Joffrey[4].
- Lucien Genot, membre de la société de tir de Nancy réalise de nouvelles performances mondiales : deuxième place, par équipe, aux championnats du monde de l'épreuve 50 mètres debout [5] et troisième place, par équipe, aux championnats du monde de l'épreuve 50 mètres genoux [6]

- 10 janvier : Henri Michaut est réélu sénateur de Meurthe-et-Moselle.
- Avril : Philippe Serre est élu député de Meurthe-et-Moselle dans la circonscription de Briey laissée vacante par François de Wendel, Philippe Serre est réélu en 1936, dès le premier tour, avec le soutien du Front populaire. À la Chambre, il siège comme indépendant de gauche et participe à la commission de l'Administration générale, départementale et communale ; à la commission de l'Enseignement et des beaux-arts ; à la commission de l'Aéronautique ; et à la commission d'enquête sur l'affaire Stavisky.
- 18 juin : Paul Elbel est élu député radical des Vosges.
- 29 juin : la 3e étape du tour de France arrive à Metz. Le départ avait été donné à Charleville[7].
- 30 juin : le tour de France part de Metz en direction de Belfort[7].

## Inscriptions ou classement aux titre des monuments historiques
- Citadelle de Longwy

## Naissances

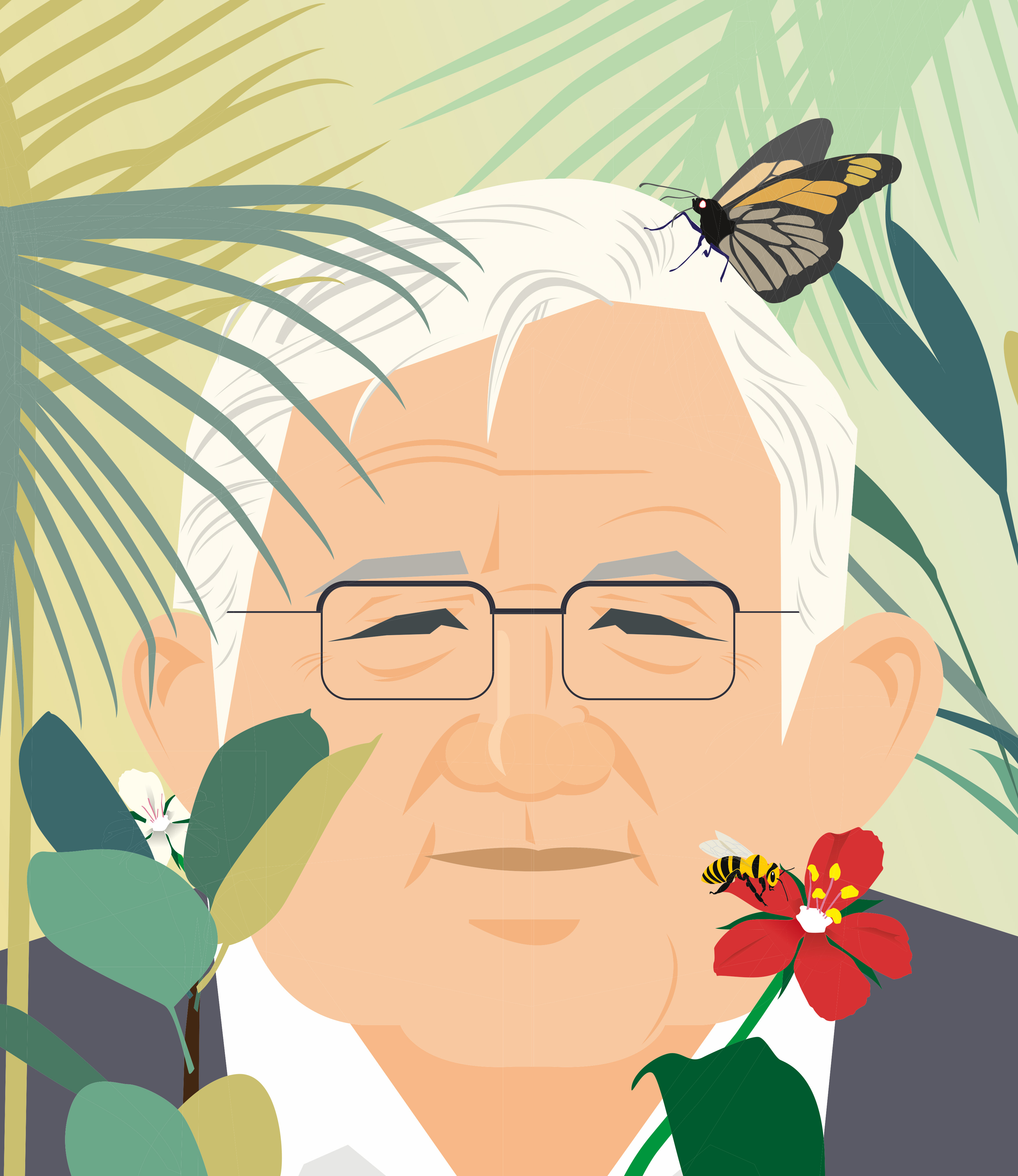
Jean-Marie Pelt

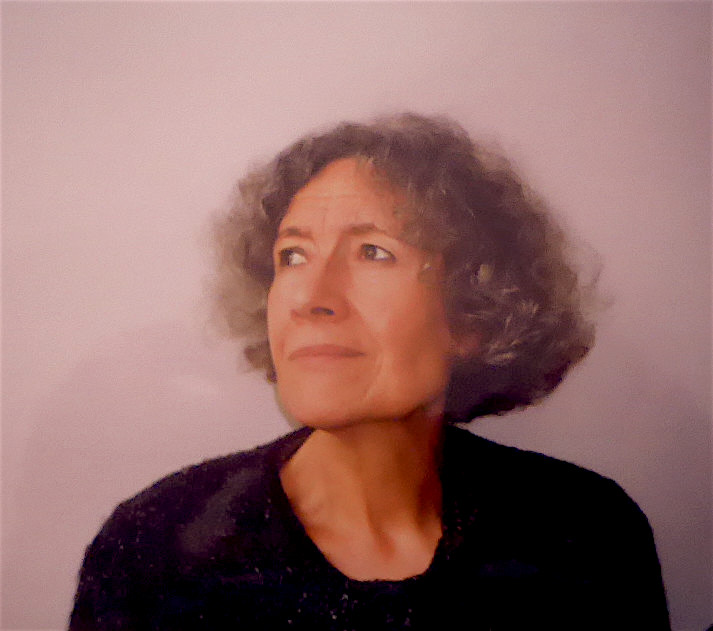
Jocelyne Francois

- 8 janvier à Metz : Jean-Marie Straub, mort le 20 novembre 2022 à Rolle (Suisse), réalisateur français.
- 19 janvier, à Neufchâteau : François Rauber (mort le 14 décembre 2003[8] à Paris), pianiste, compositeur, arrangeur et chef d'orchestre français, principalement connu pour sa collaboration avec Jacques Brel.
- 23 janvier à Nancy : Andrée Malsert, athlète française, spécialiste du lancer du javelot.
- 6 février à Greux : Bernard Lorraine, de son vrai nom Bernard Diez, artiste français  mort le 21 mars 2002 à Neufchâteau (Vosges).
- 28 février à Villerupt : Charles Molinari (dit Carlo Molinari), ancien président du Football Club de Metz.
- 5 mars à Montigny-lès-Metz : André Hess, footballeur français, mort le 3 avril 2004 à Metz[9]. Il était milieu de terrain.
- 20 avril à Serrouville : Claude Brixhe[10], mort le 2 mars 2021[11],[12] à Ars-Laquenexy en Moselle, helléniste et linguiste français, spécialisé dans l'histoire de la langue grecque et dans les langues non grecques d'Asie mineure, dont le phrygien.
- 28 avril :
  - à Delouze-Rosières : Gabriel Godard, artiste peintre (figuratif puis abstrait) français[13].
  - à Nancy : Michel Gérard, réalisateur français. Il est l'un des représentants d'un certain type de comédies à la française des années 1970 et 80 où l'on retrouvait des acteurs comme Paul Préboist, Michel Galabru, Pierre Tornade.
- 17 mai  à Pagny-sur-Moselle : Jean Herman, dit Jean Vautrin, écrivain, réalisateur, scénariste et dialoguiste français, mort le 16 juin 2015 à Gradignan[14]. Il exerce durant plusieurs années dans le cinéma sous son nom d'état-civil avant d'opter pour son nom de plume en littérature.
- 20 juin à Nancy : Jean-Pierre Boursier-Mougenot dit Ernest Boursier-Mougenot, mort à  Nanterre le 20 novembre 2013), fils du peintre André Boursier-Mougenot, et père, entre autres, de Céleste Boursier-Mougenot, d'abord plasticien puis historien de l'art des jardins. Il est aussi poète et créateur de jardins.
- 2 juillet à Plombières-les-Bains : Pierre Frachet, parolier, interprète, romancier et scénariste français. Il est décédé le 14 janvier 2015 à L'Haÿ-les-Roses (Val-de-Marne)[15].
- 3 juillet à Nancy : Jocelyne François, écrivaine française.
- 6 juillet à Thionville : Henri Anglade, parfois orthographié Henry Anglade[16], coureur cycliste français , mort le 10 novembre 2022[17] à Lyon[18].
- 21 juillet à Épinal : Vonny, de son vrai nom Yvonne Guillaud, chanteuse, comédienne, animatrice de radio et de télévision, morte le 10 janvier 2010[19] dans le 15e arrondissement de Paris à l’âge de 76 ans.
- 1er août à Bitche : Pierre Gabriel (aussi appelé Peter Gabriel, mort le 24 novembre 2015 à Saint-Gall[20], mathématicien français, travaillant dans les domaines de l'algèbre, en particulier l'algèbre homologique. Il fut également un des promoteurs historiques du mouvement en faveur du bilinguisme alsacien-mosellan.
- 11 août à Nancy : Philippe Bouriez, mort le 14 mars 2014, président d'honneur du groupe Louis Delhaize et le fondateur des enseignes Cora.
- 18 août à Thionville : Jean Waline, mort le 23 juin 2022 à Strasbourg)[21], professeur de droit et un homme politique français.
- 22 août :
  - à Épinal : Guy Brossollet, mort le 12 septembre 2015 à Saint-Mandé (Val-de-Marne), auteur et essayiste français. Militaire de carrière et sinisant, il fut le premier traducteur en français de l'œuvre poétique de Mao Tsé-toung (Mao Zedong) dans son intégralité. Il est officier de la Légion d'honneur[Quand ?] et détenteur de la croix de la Valeur militaire avec palme et trois étoiles.
  - à Moyeuvre : François Barlier, astronome, astrophysicien, professeur d'université français.
- 28 août à Sarreguemines : Jean-Marie Mayeur, ,mort le 8 octobre 2013 à Paris 15e, historien français, spécialiste de l'histoire politique et religieuse de la France de la Troisième République.
- 3 octobre à Dombasle-sur-Meurthe : Jean Poirel, explorateur Montréalais, mort en 2018.
- 7 octobre à Blâmont : Gilles Fabre, décédé le 19 août 2007 à Repaix , peintre français.
- 15 octobre à Fontenoy-le-Château : André Henry, instituteur, syndicaliste, militant associatif et homme politique français. Il a été notamment secrétaire général de la Fédération de l'Éducation nationale (FEN) de 1974 à 1981 — qui dépassa les 550 000 adhérents en 1976 — puis ministre du Temps libre sous la présidence de François Mitterrand du 21 mai 1981 au 22 mars 1983 (il a notamment créé le chèque-vacances).
- 24 octobre :
  - à Rodemack en Moselle : Jean-Marie Pelt, mort le 23 décembre 2015[22] à Metz[23], est un pharmacien, biologiste, botaniste et écologue[24] français, professeur agrégé puis professeur honoraire des universités en biologie végétale et pharmacognosie. Il fut maire-adjoint de Metz, ville où il présidait l’Institut européen d’écologie, une association de recherche et de promotion de l'écologie notamment en milieu urbain[25].
  - à Walschbronn : Laurent-Pierre Baden, footballeur français, mort le 26 juillet 2001[26] à Bousseviller (Moselle).
- 10 novembre, Nancy : le général de corps d'armée Philippe Arnold, mort le 3 novembre 2011, officier général de l'armée de terre française.
- 15 novembre à Malzéville : Katia Kaupp, née Denise Kaupp, morte le 2 mai 2008 à Cahors, journaliste française.
- 19 novembre à Giraumont : Léon Gorczewski, footballeur français, mort le 4 février 2020[27] à Souilly (Meuse). Milieu défensif, il a joué au Football Club de Metz et au Racing Club de Lens.
- 24 novembre à Tressange : Bruno Ferrero, footballeur français, mort le 15 août 2023[28]. Ce gardien de but a été finaliste de la Coupe de France en 1962 avec le FC Nancy et international la même année.
- 8 décembre à Metz : Ginette Bedard, coureuse de fond franco-américaine.

## Décès

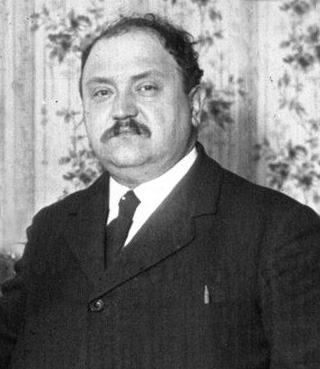
Constant Verlot en 1919

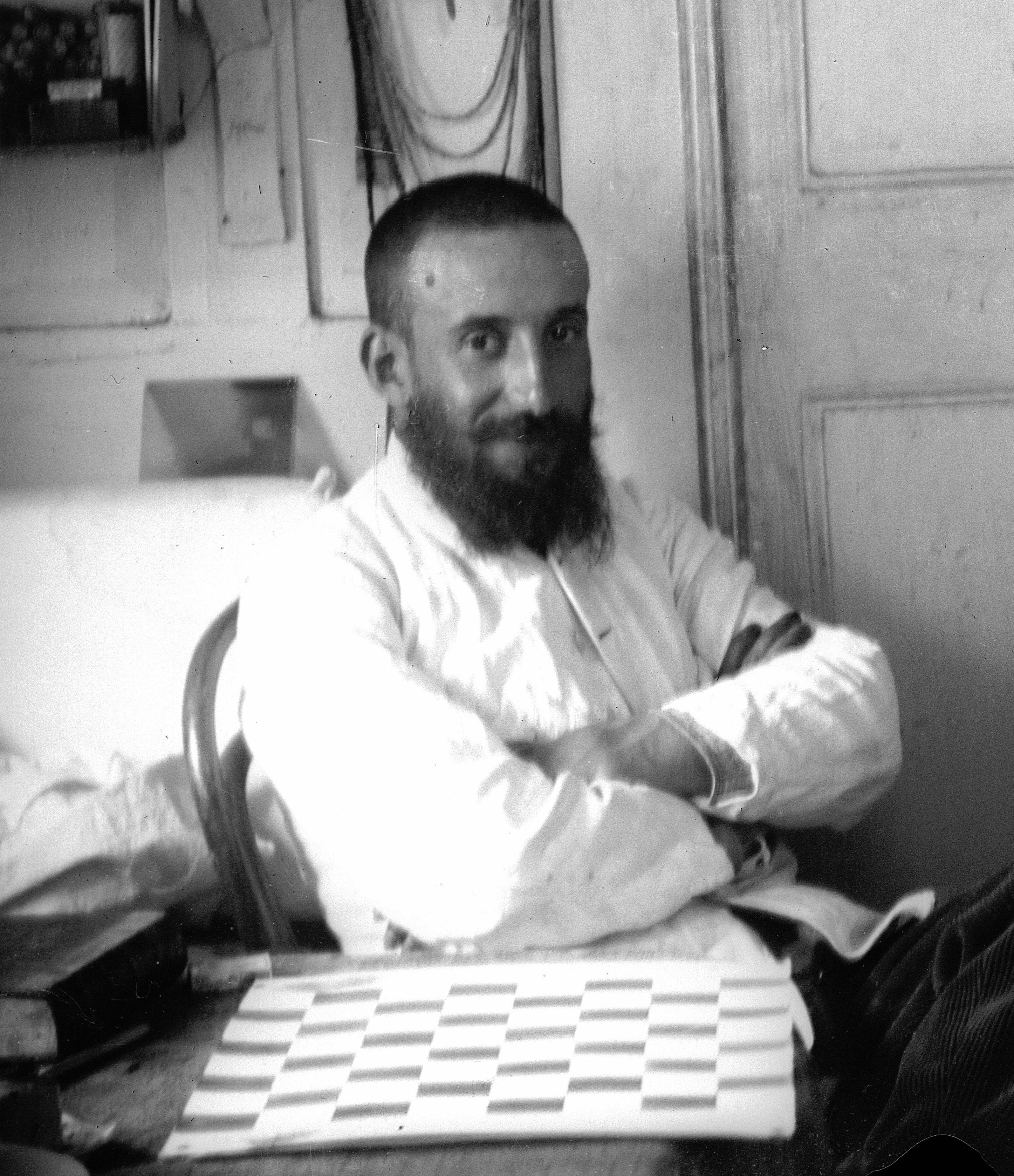
Emile André vers 1896.

- 12 janvier à Nancy : Henri Gutton, architecte art nouveau. Il est né en 1851, à Paris.
- 2 février à Pont-à-Mousson : Paul Lehugeur, né le 3 janvier 1854 à Marnes-la-Coquette [29], historien français. Il fut notamment professeur au lycée Charlemagne[30].
- 10 mars, Nancy : Émile André, issu d'une famille d'entrepreneurs et d'architecte né le 22 août 1871 à Nancy, architecte français et artisan.
- 15 avril à Senones : Joseph-Constant Verlot, né à Paris le 21 février 1876[31], homme politique français qui fut député, maire et conseiller général dans le département des Vosges.
- 10 juin à Épinal (Vosges): Léon Gautier, homme politique français né le 8 juillet 1848 à Paris.
- 23 juin à Bar-le-Duc : Henry Ferrette, avocat, journaliste et homme politique français né le 13 juillet 1869 à Chardogne (Meuse)[32].
- 3 novembre à Épinal : Louis Simonet, né le 22 juillet 1860 à Hagnéville, est un homme politique français.
- 7 novembre à Nancy : Léon Barotte, né à Rosières-aux-Salines le 4 octobre 1866 , peintre français.
- 10 décembre à Nancy : Henri Michaut, né le 26 janvier 1857 à Baccarat (Meurthe-et-Moselle), homme politique français de la IIIe République.